# Faustball Schwellbrunn
Faustball Schwellbrunn ist ein Sportverein in Schwellbrunn, der von 2005 bis 2011 erfolgreich in der Schweizer Nationalliga A spielte.

## Geschichte
Ein paar Mitglieder der Männerriege gründeten am 14. Oktober 1981 eine innerhalb des Turnvereins Schwellbrunn eigenständige Faustballriege. Die Sportart Faustball wurde im Turnverein anfänglich belächelt, fand aber immer mehr Anklang und bald schon entstand aus einigen Schülern das erste Nachwuchsteam. Die sogenannte 1. Mannschaft spielte anfänglich in der 2. Liga, stieg aber bereits im zweiten Jahr in die 1. Liga auf. Bis 2003 blieb die Leistung des Vereins, mit wenigen Ausnahmen, konstant in der 1. Liga. Dann kam mit jungen Spielern aus dem Nachwuchs der Durchbruch. Zuerst im Hallen- und danach im Feldbetrieb stieg das Fanionteam fast im Jahresrhythmus die Leiter bis in die Nationalliga A hinauf.
Die weiterhin im Turnverein integrierte Faustballriege tritt mittlerweile unter dem Namen Faustball Schwellbrunn in der Öffentlichkeit auf. Mit ca. 35 Mitgliedern (Stand Januar 2011) zählte die Riege zu den kleinsten Vereinen in der Nationalliga A.
Nach dem Abgang von mehreren Stammspielern aus der 1. Mannschaft in der Hallensaison 2010/11 stand das verjüngte Team am Ende der Feldsaison auf dem 9. Platz und musste in die Nationalliga B absteigen. Ebenso gelang der Ligaerhalt am Ende der Hallensaison 2011/12 nicht. Nach weiteren Abgängen von Stammspielern stieg Faustball Schwellbrunn nach Beendung der Feldsaison 2013 freiwillig in die 2. Liga ab. Eine neuformierte 1. Mannschaft startete in der Hallensaison 2013/14 und schloss die Feldsaison 2014 auf dem 1. Platz. Nach einem Jahr in der 1. Liga stieg die 1. Mannschaft wieder in die 2. Liga ab. Seit der Feldsaison 2017 spielt die 1. Mannschaft wieder in der 1. Liga und schaffte am Ende der Saison den Ligaerhalt.
In der Saison 2017/18 spielen zwei Herren- und drei Nachwuchsteams des Vereins in den regionalen und nationalen Spielbetrieben.

## Erfolge
| Saison: | Feld:                                                        | Saison:   | Halle:                                             |
| ------- | ------------------------------------------------------------ | --------- | -------------------------------------------------- |
| 2002    | - 1. Liga-Meister                                            | 2002/2003 | - 3. Rang in der 2. Liga - Aufstieg in die 1. Liga |
| 2003    | - 1. Liga-Meister - Aufstieg in die NLB                      | 2003/2004 | - 1. Liga-Meister - Aufstieg in die NLB            |
| 2004    | - 4. Rang NLB                                                | 2004/2005 | - NLB-Meister - Aufstieg in die NLA                |
| 2005    | - NLB-Meister - Aufstieg in die NLA                          | 2005/2006 | - 3. Rang NLA                                      |
| 2006    | - 4. Rang NLA                                                | 2006/2007 | - Vize-Schweizermeister                            |
| 2007    | - Vize-Schweizermeister - Vize-Turnfestsieger                | 2007/2008 | - 3. Rang NLA                                      |
| 2008    | - 5. Rang NLA - 5. Rang IFA-Pokal                            | 2008/2009 | - Schweizermeister                                 |
| 2009    | - Schweizermeister - Sieger Schweizercup                     | 2009/2010 | - Sieger Europapokal - Schweizermeister            |
| 2010    | - 3. Rang Europacup - Schweizermeister - Sieger Schweizercup | 2010/2011 | - 4. Rang Schweizermeisterschaft                   |
| 2011    | - Schlussrang NLA - Abstieg NLB                              | 2011/2012 | - Schlussrang NLA - Abstieg NLB                    |
| 2012    | - 7. Rang NLB                                                | 2012/2013 | - 4. Rang NLB                                      |
| 2013    | - 6. Rang NLB                                                | 2013/2014 | - 7. Rang 2. Liga                                  |
| 2014    | - 2. Liga-Meister - Aufstieg in die 1. Liga                  | 2014/2015 | - 6. Rang 2. Liga                                  |
| 2015    | - 9. Rang 1. Liga - Abstieg in die 2. Liga                   | 2015/2016 | - 7. Rang 2. Liga                                  |
| 2016    | - 2. Rang 2. Liga - Aufstieg in die 1. Liga                  | 2016/2017 | - 7. Rang 2. Liga                                  |
| 2017    | - 6. Rang 1. Liga                                            | 2017/2018 |                                                    |
| 2022    | - 2. Rang 1. Liga - Aufstieg in die NLB                      | 2021/2022 |                                                    |
| 2023    | - 7. Rang NLB                                                | 2022/2023 | 2. Rang 2. Liga                                    |

## Bekannte Spieler
- Cyrill Schreiber (Fausto) 2008–2011